# Tuberolabium guamense
Tuberolabium guamense là một loài thực vật có hoa trong họ Lan. Loài này được (Ames) J.J.Wood miêu tả khoa học đầu tiên năm 1990.